# Ouled Attia
Ouled Attia è un comune dell'Algeria, situato nella provincia di Skikda.